# Apo A-1 Milano
La Apo A-1 Milano (Apo-A1, ARG173CYS, ETC-216, MDCO-216) è una forma mutata di apolipoproteina umana chiamata Apo A-1.
L'Apo A-1 Milano è codificata dal gene Limone mappato nel locus: 11q23, il quale avendo subito una mutazione ereditaria autosomica dominante ha prodotto il differenziamento di questa variante rispetto all'Apo A-1. La principale differenza fra Apo A-1 ed Apo A-1 Milano si ritiene essere dovuta alla sostituzione dell'amminoacido arginina con l'amminoacido cisteina in posizione 173 della catena polipeptidica dell'apolipoproteina; tale sostituzione permette all'Apo A-1 Milano di mobilitare rapidamente il colesterolo, sottraendolo dai tessuti periferici e trasportandolo ai tessuti responsabili del suo smaltimento, e riducendo così la placca arteriosclerotica ed il suo contenuto in macrofagi. Per tali motivi Apo A-1 Milano è ritenuta in grado di contrastare le patologie a carico delle arterie coronarie.

## Funzioni
Le apolipoproteine svolgono tre funzioni principali:
- Contribuire alla struttura delle lipoproteine.
- Regolare l'attività enzimatica nel metabolismo lipidico.
- Costituire dei ligandi (molecole di riconoscimento) per i recettori.

L'Apo A-1 in particolare è associata al corretto funzionamento delle lipoproteine ad alta densità in particolare delle HDL, tali liproteine sono responsabili della rimozione del colesterolo in eccesso dai tessuti periferici e del suo trasporto al fegato o ai tessuti steroidogenici, come le ghiandole surrenali o le gonadi.

Essendo in grado di rimuovere il colesterolo da un ateroma nelle arterie e trasportarlo al fegato vengono in genere chiamate "colesterolo buono".

## Scoperta
Cesare Sirtori, farmacologo milanese, nel 1974-1975 scoprì che gli abitanti di Limone sul Garda hanno evoluto una forma mutata del gene responsabile della produzione dell'Apo A-1, denominata Apo A-1 Milano (Apo A-1 Milano rappresenta la forma mutata rispetto al gene per l'Apo A-1 esistente in natura).

## Caratteristiche
Apo A-1 Milano conferisce agli abitanti di Limone sul Garda (portatori di questa mutazione) un'innata resistenza agli effetti dannosi del "colesterolo cattivo" e dei trigliceridi elevati nel sangue. Questa proteina mutata ha conferito, inoltre, agli abitanti del paese un'estrema longevità: una dozzina di residenti ha superato i 100 anni (su circa un migliaio di abitanti).
L'origine della mutazione si deve ad un uomo che visse a Limone nel 1780, Giovanni Pomaroli; probabilmente fu egli il primo resistente agli effetti negativi dei trigliceridi elevati e del "colesterolo cattivo", complice l'isolamento geografico degli abitanti di Limone che ha sottoposto la sua popolazione all'effetto del fondatore.
Questa scoperta ha permesso ai ricercatori di individuare il gene per l'apolipoproteina A-1 Milano: è stato anche dimostrato che l'assunzione dell'apolipoproteina A-1 Milano, da parte di individui con il gene normale, può ridurre la formazione di colesterolo LDL, riducendo così la formazione di placche nei vasi sanguigni ed il rischio di subire infarti ed ictus.
L'ApoA-1, in accordo con la teoria evolutiva, rappresenta una mutazione dell'Apo A presente in natura. L'essere mutanti per l'ApoA-1 conferisce un forte fattore protettivo per l'organismo, in aggiunta incrementa l'aspettativa di vita media dei portatori della mutazione.

## Ricerca medica
La scoperta di portatori di una mutazione che permette all'organismo di non subire i danni normalmente correlati all'eccesso di colesterolo ed all'accumulo di trigliceridi nel sangue, nonché di possedere un'aspettativa di vita superiore alla media, ha portato all'attuazione di trials terapeutici, basati sulla somministrazione della proteina in pazienti con elevati livelli di colesterolo nel sangue e ad una conseguente riduzione delle placche ateromatose in tali pazienti.
Il brevetto sulla purificazione della proteina fu venduto a una società americana, che ne realizzò un farmaco efficace nella riduzione delle placche aterosclerotiche nelle cavie animali. Tuttavia questo farmaco non entrò mai in commercio per cause ufficiali di eccessivo costo, anche se è opinione diffusa che a bloccarne la sperimentazione siano state case farmaceutiche producenti medicine contro l’ipercolesterolemia.